# Badung (stato)
Il regno di Badung (in lingua aceh: Kerajaan Badung) fu un sultanato esistito nell'attuale Indonesia, tra il 1788 ed il 1906. Venne nuovamente ripristinato dal 1929 al 1945 come governatorato. In seno alla moderna repubblica indonesiana, la carica del sovrano è stata mantenuta, ma come governatore provinciale.

## Storia

### Le origini
Lo stato venne fondato nel 1788, derivando il proprio territorio dal regno di Gelgel dopo tumulti interni che ne avevano compromesso la stabilità. Il primo sovrano dello stato fu I Gusti Ngurah Made Pemecutan, il quale era un discendente della dinastia regale dei Pemecutan. Ovviamente per il periodo storico in cui lo stato venne costituito, non tardò a farsi sentire l'influenza degli olandesi della Compagnia olandese delle Indie orientali che era la principale potenza coloniale nell'area indonesiana alla fine del XVIII secolo.
Nel 1826, gli olandesi permisero a re I Gusti Made Ngurah di stabilire un proprio avamposto commerciale presso l'insediamento di Kuta. Dell'operazione si occupò un mercante di origini danesi di nome Mads Johansen Lange il quale, giunto a Bali all'età di 18 anni, non solo aveva appreso perfettamente la lingua, gli usi ed i costumi locali, ma si era più volte trovato a mediare tra gli olandesi e i regni di Bali e tale rimase sino alla propria morte nel 1856 dopo che il sovrano di Badung lo aveva nominato per anni responsabile della stazione commerciale di Kuta.

### L'invasione olandese

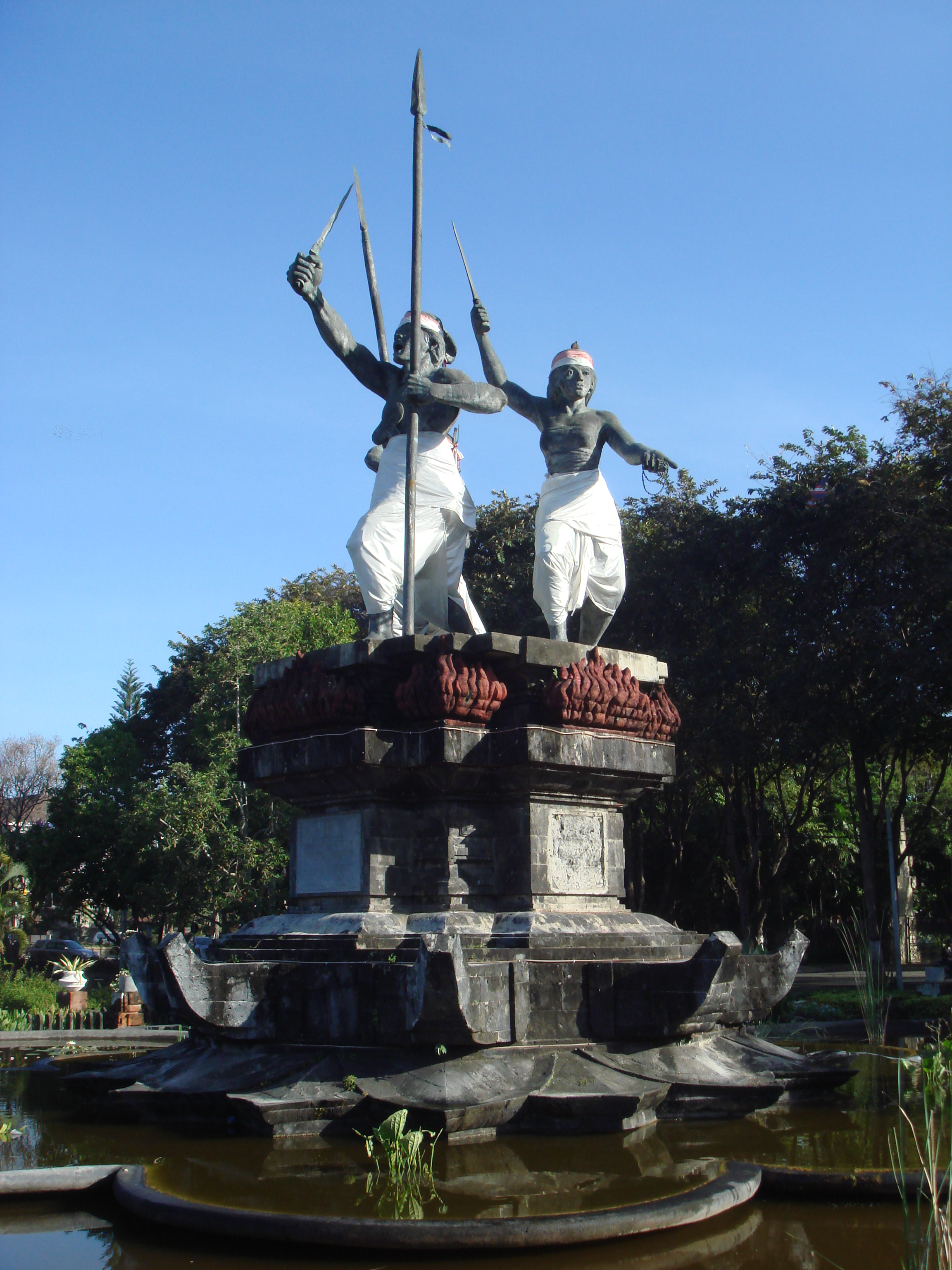
Monumento al puputan del 1906 nella piazza principale di Denpasar.

Nel 1904, una nave mercantile battente bandiera olandese appartenente a un cinese di Banjarmasin e chiamata "Sri Komala", si incagliò sulla spiaggia di Sanur. L'armatore della nave e il governo delle Indie orientali olandesi accusarono la popolazione locale di aver disarmato i marinai a bordo e di aver danneggiato e sequestrato il contenuto della nave, chiamando quindi in causa il sovrano di Badung al quale chiesero 3000 dollari d'argento e la punizione di quanti avevano saccheggiato la nave. Il rigetto delle accuse e del risarcimento da parte del re di Badung, portò il governo delle Indie orientali olandesi a preparare una spedizione militare a Bali per il 20 settembre 1906. Tre battaglioni di fanteria e 2 battaglioni di artiglieria sbarcarono immediatamente e attaccarono il regno di Badung.
Dopo aver attaccato Badung, gli olandesi invasero la sua capitale, Denpasar, incontrando poca resistenza. Non appena giunsero alle porte della città si resero conto però che un gruppo di persone agghindate con gioielli e insegne, capeggiato dal sovrano I Gusti Ngurah Made Agung e da diversi sacerdoti, guardie del corpo, parenti, uomini e donne, si apprestarono ad eseguire un puputan, un suicidio rituale reciproco, in quanto la resa o la morte in esilio era vista come una sorte vergognosa. Il giovane principe ereditario di Badung, I Gusti Alit Ngurah, che all'epoca dei fatti aveva 10 anni, venne portato da diverse guardie del corpo del padre ad un vicino castello, accompagnato dalla madre, presso il villaggio di Seminyak, non lontano da Kuta. Il 17 gennaio 1907, quando gli olandesi scoprirono che il principe ereditario I Gusti Alit Ngurah era ancora vivo, riuscirono a trovarlo e lo arrestarono, esiliandolo a Mataram, sotto la tutela del governo delle Indie orientali olandesi.

### Dal ritorno al potere ad oggi
Dopo aver sperimentato vent'anni di esilio, nel 1929, su sollecitazione della popolazione di Badung, I Gusti Alit Ngurah tornò finalmente al potere come sovrano sotto la tutela delle Indie orientali olandesi a Denpasar, ma i suoi poteri vennero fortemente limitati ed egli non ottenne il titolo di sovrano, bensì quello di Cokorda Alit Ngurah, che corrispondeva a quello di governatore regionale.
Durante la seconda guerra mondiale, lo stato di Badung venne occupato dalle truppe giapponesi che sbarcarono sulla spiaggia di Sanur tra il 18 ed il 19 febbraio 1942. Da Sanur, l'esercito giapponese poté entrare a Denpasar senza incontrare resistenza. Da Denpasar, il Giappone si portò a controllare l'intera Bali.
Dopo la liberazione, lo stato di Badung entrò a far parte della repubblica indonesiana a partire dal 1945. Il sovrano locale, come gli altri balinesi, ottenne di poter continuare a mantenere un ruolo cerimoniale oltre a quello di governatore dell'area del suo ex regno.

## Sovrani di Badung
- I Gusti Ngurah Made (1788–1813)
- I Gusti Ngurah Jambe (1813–1817)
- I Gusti Made Ngurah (1817–1829)
- I Gusti Gede Ngurah (1829–1848)
- I Gusti Alit Ngurah (1848–1902)
- I Gusti Ngurah Made Agung (1902–1906)
- Cokorda Alit Ngurah (1929–1965)
- Cokorda Ngurah Agung (1965–1998)
- Cokorda Ngurah Jambe (2005–oggi)